# 渡辺正治
渡辺 正治（わたなべ しょうじ、1956年12月13日 - ）は、新潟県新潟市出身の元騎手（地方・新潟所属）。

## 来歴
1973年4月7日の三条第7競走・マサオンワード（9頭中9着）でデビューし、2日後の同9日の第4競走・チューダホース（3戦目）で初勝利を挙げる 。
2年目の1974年から1990年までの間にリーディングジョッキーを13回獲得し、1980年代には常にリーディングを独占するなど、津野総夫・森川一二三らと一時代を作った。
1989年には高知で行われた雪国オールスターリーディングジョッキーに佐々木一夫（北海道）と共に出場し、1番人気に応えて優勝。
1990年には中央競馬騎手招待で10頭中9番人気のカネミカサ産駒スーパーヘツドに騎乗し、大崎昭一・坂井千明・蛯名正義・菊沢隆徳を抑えて優勝。
1991年以降は向山牧にリーディングの座を明け渡すが、森川・榎伸彦・酒井忍、従弟の山田信大らとリーディング争いを繰り広げる。
1983年・1985年・1989年〜1991年の『韓日ジョッキーカップ』、1993年・1995年・1997年の『ニイガタジョッキーカップ』と韓国の騎手交流競走にも8度出場し、県競馬が韓国騎手を招待して行われた『日韓チャレンジカップ』では最多の3勝（1990年, 1992年, 1994年）を挙げている。
1984年にはセントエリアスでアジャストメント、イチコウハヤタケら超一流が揃った新潟グランプリを快勝するなど、13戦12勝、2着1回という桁外れの強さを披露。1985年は県競馬所属馬として初めて中央・福島の地方競馬招待に出走し、スタートで後手を踏み道中では前が塞がるアクシデントがありながらテツノカチドキの3着と健闘したほか、6歳になった1986年には大井の帝王賞（11着）にも出走するなどスタンドを沸かせた。セントエリアスのレースセンスを引き出した騎乗テクニックと名コンビぶりで一時代を築き、豪快な差し脚はファンの心を熱くした。
1987年から1990年にかけてはカシマサルタンとのコンビでアラブの重賞をコンスタントに勝ったほか、1988年と1989年にはグレートセイカン産駒グレートコマンダーとのコンビで活躍。昭和、平成を跨いで三条記念を連覇したほか、1988年の第1回北日本マイルチャンピオンシップ南部杯をグレートサーペン（高崎）の2着と他地区進出の足掛かりを作った。
1991年5月16日に三条第2競走サラ系一般C6ロ・ハグロバッカスで県競馬初の通算2000勝を達成し、1992年には中央・地方を問わず通算2000勝以上している騎手を対象にした「ゴールデンジョッキーカップ」（園田）に初めて招待される。地元兵庫の田中道夫、南関東の佐々木竹見（川崎）・高橋三郎（大井）・桑島孝春（船橋）、有馬澄男（中津）と腕を競い、第2戦エキサイティングジョッキー賞で勝利するなど総合2位に入った。
1992年にはインターグシケン産駒、鹿児島生まれの九州産馬・ウットマンで活躍。新潟皐月賞はコトノハヤブサの4着であったが、新潟ダービーでは雪辱を果たし、東北優駿はモリユウプリンスの5着、暮れの青山記念に勝って二冠を獲得。　　
1995年から開始されたJRA認定競走「登竜門」では、後にきんもくせい特別4着となるトマムフレッシュで勝利している。
1996年には2500勝を達成し、テクノバリューに騎乗した新潟皐月賞では従弟の山田が騎乗するスターライフ、東北サラブレッド3歳チャンピオンでテツノジョージ（岩手）を差し切って勝ったリーダードリームとゴール前までもつれるレースを展開し、スターライフと共にリーダードリームにクビ差で同着優勝する。アラビアンエースで東北アラブダービー、北日本アラブ優駿を横綱相撲で制し、桁違いの強さを見せた。
1997年には牝馬イノセントライムで牡馬相手に新潟皐月賞を制し 、東北優駿ではレコード勝ちしたメイセイオペラの3着に入る 。暮れの新潟記念ではヤングノーブルで12連勝中のロバリーハートを破るが、2000年にはロバリーハートとコンビを組んで引退まで騎乗した。
1998年にはミスターヨシゼン産駒の牝馬ヤシロスマートで若駒賞を7馬身差の大差勝ちし、アラブ3歳ナンバーワンの座を獲得。1999年には再開した「ゴールデンジョッキーカップ」に招待され、地元兵庫の小牧太、南関東の的場文男（大井）、岡部幸雄（中央）・安藤勝己（笠松）・菅原勲（岩手）・内田利雄（宇都宮）・岡崎準（福山）と腕を競った  。
2000年には4月デビューで無敗のトゥルーマスターで新潟アラブ優駿を快勝し、6月10日の新潟第8競走笹山特別でリーダーマックに騎乗して勝利するが、複勝687,670円は県競馬レコードとなった。
2001年には2年ぶりのゴールデンジョッキーカップ出場で森下博（大井）・鮫島克也（佐賀）と腕を競ったほか  、朱鷺大賞典でエビスヤマトに騎乗し、大外一気の神懸かり的な豪脚で、トーホウエンペラーの2着に入る。12月31日の新潟第8競走一般C1優勝・ダッシュダンサーで通算3000勝に手が届く2945勝目を挙げるが、結局これが最後の勝利となった。
最終開催日となった2002年1月4日は新潟第1競走3歳C1ロ・ミヤビトップレディ（9頭中2着）が最後の騎乗となり、同年限りで現役を引退。

## 生涯成績
- 地方 - 16467戦2945勝 勝率17.9% 連対率33.3%
- 中央 - 8戦0勝

### 主な騎乗馬
- ミスオパール - 1974年青山特別
- スピードドラゴン - 1974年若駒賞
- イシノダイモン - 1975年青山記念、1976年若草賞
- マスクイン - 1975年砂山特別
- タニノホマレ - 1975年三条記念
- リキスセフト - 1975年農林大臣賞典
- マサフアーザー - 1976年出塚記念
- スピードドラゴン - 1976年農林大臣賞典
- アサハーバー - 1977年青山記念
- タカラフレーム - 1979年東北アラブ3才チャンピオン
- キタノホオシヨウ - 1980年新潟ジュニアカップ
- エチゴドラゴン - 1980年若草賞、1982年金蹄賞
- ハラヨシヒメ - 1981年越佐記念、1982年アラブ王冠
- アメリカンノーザン - 1981年若草賞
- ヤシロテンリユウ - 1981年東北アラブチャンピオン
- チカラモンテス - 1981年アラブ王冠
- マエデンオー - 1982年新潟ジュニアカップ
- セイリユウオー - 1982年出塚記念
- ドラゴンボーイ - 1983年アラブ王冠・越佐記念、1984年銀蹄賞
- セントエリアス - 1984年, 1985年新潟グランプリ、1984年青山記念、1985年若草賞・豊栄大賞典、1988年朱鷺大賞典
- クリスタルネイテブ - 1986年豊栄大賞典
- サンダードーム - 1986年青山記念、1987年若草賞
- カシマサルタン - 1987年アラブ王冠、1988年, 1989年新潟アラブ大賞典・越佐記念、1988年砂山賞、1990年銀蹄賞・シルバー賞（高崎）
- グレートコマンダー - 1988年, 1989年三条記念、1989年金蹄賞・朱鷺大賞典
- ビゼンタケル - 1988年金蹄賞
- シシマルスター - 1988年若駒賞
- ジヨンゴールド - 1989年新潟ダービー
- サンダーボーイ - 1989年アラブ王冠
- ナスノスーパー - 1989年アラブ栄冠
- タケデンファイター - 1991年新潟記念
- ウットマン - 1992年新潟ダービー・青山記念
- パラストワイス - 1992年豊栄記念
- ユキノホウジュ - 1994年新潟アラブ優駿
- アタゴガンバ - 1994年新潟ダービー
- ハルノマサユメ - 1994年青山記念、1996年迎春賞
- グレートマジック - 1995年朱鷺大賞典
- テクノバリュー - 1996年新潟皐月賞
- アラビアンエース - 1996年新潟アラブ優駿・東北アラブダービー・北日本アラブ優駿・越佐記念・アラブ王冠
- イノセントライム - 1997年新潟皐月賞
- ヤングノーブル - 1997年新潟記念
- ヤシロスマート - 1998年若駒賞
- ヤシロビックボーイ - 1999年新潟ジュニアカップ
- トゥルーマスター - 2000年新潟アラブ優駿・新潟平成カップ

その他
- ロバリーハート